# Gud Fader har skapat mig
Gud Fader har skapat mig är en psalm med text skriven före 1996 av Eva Norberg. Musiken är skriven 1996 av Mats Åberg.

## Publicerad som
- Nr 724 i Verbums psalmbokstillägg 2003 under rubriken "Dopet".